# 中国的彗星观测记录

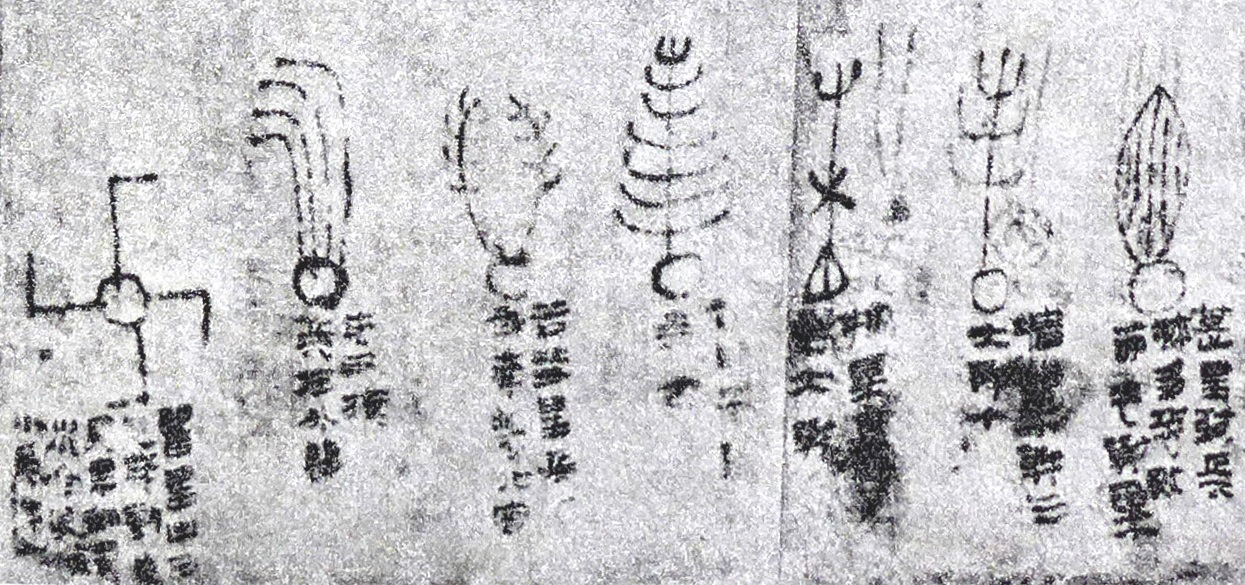
于马王堆汉墓遗址中出土的丝质文物，总共记载了公元前2世纪时期的汉朝所出现过的29颗彗星，上图为其中7颗的文字描述与插图

中国的彗星观测记录是古代文明中乃至中世纪之前世界上对于彗星最为完备与精确的观测记录，其记述的历史甚至可以追溯到三千年以前。留存下来的记录文档则至少可以追溯到公元前613年，甚至其可能在此之前已经保存了数个世纪。这些记录的撰写者几乎一直使用同样的观测方法与记述手法，并将这个习惯保持到了19世纪。中国的彗星观测记录在数据的准确性上一直到15世纪才被西方超越，甚至在别的一些方面直到20世纪才被取代。
早期，彗星是由于其在占星术中的重要地位而被古代中国的天文学者详细观测，但时至今日，这些观测数据在现代天文学中依然发挥了至关重要的作用。观测记录中的数据精确到足以计算出彗星的轨道参数。值得注意的是，古代哈雷彗星的轨道便是通过中国的观测数据计算得出，由于其在9世纪接近过地球而使得其轨道突然发生改变，这些变化是现代天文学无法通过当今的数据建模推算得出的。

## 中国的记录

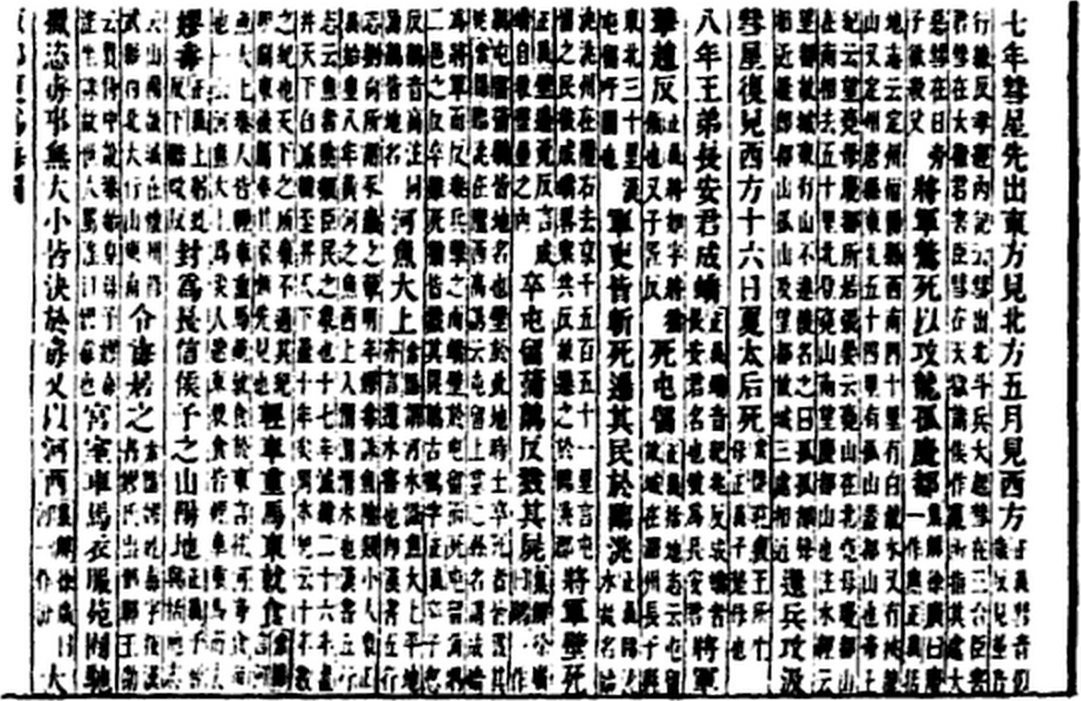
史记中关于公元前240年曾出现过的哈雷彗星的记载

古代中国的彗星观测记录是现存最为广泛的记录，远远完备于同时期的欧洲。而其中最早可以确认的观测记录发生于公元前613年，不过在公元前1059年也有可能观测到哈雷彗星，但亦有人推测这不是实际的目击记录，而是后来的推算结果。
根据约曼斯等人的说法，早期的记录将彗星称为“孛星”（孛，意为闪闪发光）。后来，逐渐出现了“彗星”（彗，扫帚之意）的称呼并较之与孛星有所区别，孛星带有较长的彗尾而彗星则没有。这里的“彗”，即扫帚，是彗尾的隐喻，扫帚头则代表着彗核。中国的天文学者是最早发现彗尾指向远离太阳一方的人群，他们至少于公元635年便发现了这一现象，比西方提前了数个世纪。中国历史上对于彗星的其他称呼还包括“扫星”、“天攙”、“篷星”，“长星”以及“烛星”。
中国的观测记录不仅是同时期涉猎最广的记录，亦是精确性最高的记录，其关于彗星赤经的观测结果，误差通常在半度以内。而西方直到1456年由托斯卡内利对哈雷彗星进行的观测才将精度提高到了分。
时间的记录对于快速运动的天体来说十分重要，例如彗星。要确定当时的一项观测记录的具体发生时间仍较困难，但日期是被准确的记载了下来，如今可以通过推测当日较佳的观测时机来判定粗略的发生时间。当彗星处于冲日位置时常被描述为“孛星”，而无法观测到彗尾时则称之为“彗星”。
中国的观测记录在记载亮度方面优于西方,这一优势甚至一直保持到20世纪才被西方超越。

### 记录列表
下列文档包含各种观测记录，其中许多记录都因包含重要的信息而常被引用。

#### 早期记录
- 春秋 (书)， 由孔子所著，鲁国的编年体史书[3]。
- 史记，由司馬遷所著，中国的第一部纪传体通史[11]
- 魏书，北魏正史，其中许多天文学者的记录均已丢失，但其留存的摘要仍能提供相当准确的信息[11]。

#### 总集
从马王堆汉墓3号墓中发现的天体记录文档记载了29颗不同彗星的图像与描述。这些描述中通常包含彗星的名称，图像的注释以及它们的征兆（一般为军事方面），但很少提到目击彗星的发生日期。这一记录文档根据其所发掘的3号墓的形成日期，推定其抄录于公元前168年，并且与该墓中另一份描述公元前247年至公元前177年这70年间行星运动记录的文档有关。
文献通考，由马端临于13世纪所著，其中包含了一份截止公元1222年出现过的彗星列表。许多欧洲的天文学者将这份列表作为基础在其上进行扩充，诸如昂图万·戈比尔（宋君荣）在此基础上扩充至1644年。欧洲最完整的列表则由约翰·威廉姆斯（1797-1874）所著，成书于1871年，该列表记录了公元前613年至1621年间共372颗彗星。1988年，一本包含了上千颗彗星记录的书在中国出版，名为《中国古代天象记录总集》。

## 对现代天文学的重要性
其中很重要的一点是，现代天文学者可以根据中国的彗星观测记录推算彗星的轨道和亮度，由于彗星的轨道并不是一成不变的，它们可能会因为其他行星对其产生的攝動而改变轨道，如果没有早期的记录，那么这些彗星的轨道的变化将很难确认。
中国的记录尤为特别的一点在于，其对于一颗彗星在很长一段时间内的观测手法和记录方式几乎一样，即使到了1835年，中国的天文学者依然使用肉眼观测夜空（而西方于1608年便发明了望远镜）。
大约有40颗彗星的轨道完全由中国的记录数据计算得出，其中包括著名的哈雷彗星，另外布萊恩·馬斯登还认为1106年大彗星是著名的池谷－關彗星之前身。
池谷－關彗星是克魯茲族彗星的一员，天文学者认为这类彗星均是由多年前一颗大彗星分裂的碎片所形成。在中国的记录中发现了许多以前不为人知的该类彗星。

### 哈雷彗星
中国的记录中关于哈雷彗星的记录对于天文学尤其重要，能够帮助天文学者更加深刻的理解彗星，其关于哈雷彗星最早的记录发生于公元前240年（记载于《史记》），后于公元前164年再次记录。一条关于公元前467年的彗星记录可能亦指哈雷彗星，但没有足够的证据证实。关于哈雷彗星最精确的记录发生于公元前12年。
1843年，一名工程师、汉学家——埃杜阿尔德·比奥特翻译了中国的彗星记录，而约翰·罗素·欣德则在其中发现了公元前12年的记录与哈雷彗星极为匹配。
由于哈雷彗星曾于9世纪接近过地球并因此改变了轨道，因此天文学家利用數值積分的方式不能得出837年以前的轨道数据。西方的研究人员根据1759年、1682年以及1607年的数据往前推算哈雷彗星的轨道，但由于缺乏837年的观测数据，因此他们研究了中国的观测记录。随后他们估测了哈雷彗星当时的近日点，并连同374年和141年的数据一起给计算方式增加了约束。最终因此得以将哈雷彗星的轨道推算至公元前1404年。
关于哈雷彗星亮度变化的研究亦得益于中国的观测记录，西方在1910年以前，没有关于哈雷彗星亮度的定期记录，而在中国，亮度的记录一直从公元前12年持续到1835年。

## 中国占星术中的彗星
古代中國占星術以天象征兆著称，而彗星是其中较重要的预兆，并且常预示着灾厄的来临。根据古代中国五行的说法，彗星是阴阳不调和的表现。中国的皇帝通常会任命专门的官员对彗星进行观测，并且会根据彗星的出现做出一些重要的决策。例如唐睿宗在712年出现彗星后选择了退位。
中国占星术亦认为彗星具有军事意义。例如公元35年1月25日发生的彗星碎裂事件被认为是吴汉歼灭公孙述部队的征兆。